# Киргизький сільський округ
Кирги́зький сільський округ (каз. Қырғыз ауылдық округі, рос. Киргизский сельский округ) — адміністративна одиниця у складі Каркаралінського району Карагандинської області Казахстану. Адміністративний центр — село Буркутти.
Населення — 1590 осіб (2021; 1994 у 2009, 2324 у 1999, 2755 у 1989).
Станом на 1989 рік існувала Киргизька сільська рада (села Борлибулак, Буркутти, Жанібек, Карашоки, Кент, селище Талдінка).

## Склад
До складу округу входять такі населені пункти:
| Населений пункт            | Населення, осіб (1989) | Населення, осіб (1999) | Населення, осіб (2009) | Населення, осіб (2021) |
| -------------------------- | ---------------------- | ---------------------- | ---------------------- | ---------------------- |
| Борлибулак, село           | 304                    | 229                    | 244                    | 82                     |
| Буркітти, станційне селище | 382                    | 281                    | 206                    | 162                    |
| Буркутти, село             | 1535                   | 1388                   | 1311                   | 1241                   |
| Жанібек, село              | 266                    | 165                    | 96                     | 28                     |
| Карашоки, село             | 124                    | 73                     | -                      | -                      |
| Кент, село                 | 144                    | 188                    | 137                    | 77                     |